# Celina (Tennessee)
 Celina  – miasto w Stanach Zjednoczonych, w stanie Tennessee, w hrabstwie Clay. Według danych z 2000 roku miasto miało 1379 mieszkańców.